# Bactrocerus concolor
Bactrocerus concolor är en skalbaggsart som beskrevs av Leconte 1866. Bactrocerus concolor ingår i släktet Bactrocerus och familjen kvickbaggar. Inga underarter finns listade i Catalogue of Life.